# North Warwickshire
Le North Warwickshire est un district non-métropolitain et borough du Warwickshire, en Angleterre. Ses principales villes sont Atherstone, où siège le conseil de district, Coleshill, Polesworth et Kingsbury. Il jouxte le district de Nuneaton and Bedworth à l'est, le Leicestershire au nord-est, le Staffordshire au nord-ouest et les Midlands de l'Ouest au sud et au sud-ouest.
Le district est créé le 1er avril 1974, par le Local Government Act de 1972. Il est issu de la fusion du district rural d'Atherstone et de portions du district rural de Meriden, le reste de celui-ci intégrant le comté des Midlands de l'Est.

## Paroisses civiles
Le district du North Warwickshire est entièrement découpé en paroisses.
- Ansley
- Arley
- Astley
- Atherstone (ville)
- Austrey
- Baddesley Ensor
- Baxterley
- Bentley
- Caldecote
- Coleshill (ville)
- Corley
- Curdworth
- Dordon
- Fillongley
- Great Packington
- Grendon
- Hartshill
- Kingsbury
- Lea Marston
- Little Packington
- Mancetter
- Maxstoke
- Merevale
- Middleton
- Nether Whitacre
- Newton Regis
- Over Whitacre
- Polesworth
- Seckington
- Shustoke
- Shuttington
- Water Orton
- Wishaw and Moxhull

## Source
- (en) Cet article est partiellement ou en totalité issu de l’article de Wikipédia en anglais intitulé « North Warwickshire » (voir la liste des auteurs).